# Глобиці (Гуровський повіт)
Глобиці (пол. Głobice) — село в Польщі, у гміні Нехлюв Гуровського повіту Нижньосілезького воєводства.
Населення — 204 особи (2011).
У 1975-1998 роках село належало до Лешненського воєводства.

## Демографія
Демографічна структура станом на 31 березня 2011 року:
|          | Загалом | Допрацездатний вік | Працездатний вік | Постпрацездатний вік |
| -------- | ------- | ------------------ | ---------------- | -------------------- |
| Чоловіки | 108     | 31                 | 66               | 11                   |
| Жінки    | 96      | 28                 | 48               | 20                   |
| Разом    | 204     | 59                 | 114              | 31                   |